# Chlorophorus nepalensis
Chlorophorus nepalensis là một loài bọ cánh cứng trong họ Cerambycidae.